# Венијано
Венијано (итал. Veniano) је насеље у Италији у округу Комо, региону Ломбардија.
Према процени из 2011. у насељу је живело 2876 становника. Насеље се налази на надморској висини од 331 м.

## Становништво
| 1931. | 1936. | 1951. | 1961. | 1971. | 1981. | 1991. | 2001. | 2011. |
| ----- | ----- | ----- | ----- | ----- | ----- | ----- | ----- | ----- |
| 828   | 807   | 889   | 1.008 | 1.339 | 1.829 | 2.144 | 2.334 | 2.887 |